# Unión Nacional (Quebec)
La Unión Nacional (UN) —Union Nationale en francés—fue un partido político existente entre 1935 y 1989 en la provincia canadiense de Quebec. De ideología conservadora, la Unión Nacional fue uno de los principales partidos de la política de Quebec, gobernando ininterrumpidamente desde 1944 hasta 1960. A lo largo de su existencia, la UN mantuvo un programa conservador y que remarcaba los aspectos tradicionales de Quebec, como la lengua francesa y el catolicismo. 
El partido fue formado durante la Gran Depresión, a partir de la fusión de dos partidos de la oposición al gobierno de Quebec, la Acción Liberal Nacional (Action Libérale Nationale) y la sección quebequesa del Partido Conservador. La Unión Nacional defendía la puesta en marcha de reformas económicas, sociales y políticas, tales como la creación de una oficina para el crédito agrícola o la nacionalización de las empresas de energía. Tras un breve período de gobierno entre 1936 y 1939, Maurice Duplessis, fundador y líder del partido, pasó a la oposición. En 1944, el partido ganó las elecciones, iniciándose un período de dominio por Duplessis. El gobierno dirigido por Duplessis trató de tener un peso importante en la sociedad quebequesa. Para ello puso en marcha varias políticas, como la reforma del sistema educativo y la participación del gobierno provincial en los sectores estratégicos de la economía, como la energía. Tras el fallecimiento de Duplessis en 1959, Paul Sauvé pasó a liderar el partido y el gobierno provincial hasta su fallecimiento al año siguiente. La UN perdió el poder en 1960, lo que supuso una crisis dentro de la formación, que se agravó en las elecciones de 1962, en las que empeoró sus resultados. En 1966 formó su último gobierno, liderado por Daniel Johnson, hasta su fallecimiento en 1968, y después por Jean-Jacques Bertrand hasta su derrota por el Partido Liberal en 1970. Tras la salida de su último gobierno, la Unión Nacional inició un rápido declive, debido a la aparición del Partido Quebequés que le supuso una disputa por el voto nacionalista. En 1973 se convirtió en una fuerza extraparlamentaria. Con Rodrigue Biron, la UN apoyó el "Sí" en el referéndum de 1980, mediante el cual se pretendía iniciar un proceso soberanista en la provincia. El fracaso de la propuesta soberanista le hizo perder aún más relevancia, obteniendo unos resultados testimoniales en las elecciones de 1981 y 1985. El partido acabó disolviñendose en 1989.

## Líderes del partido
- Maurice Duplessis (1936-1959) (primer ministro 1936-1939, 1944-1959)
- Paul Sauvé (1959-1960) (primer ministro 1959-1960)
- Antonio Barrette (1960) (primer ministro 1960)
- Yves Prévost (interino) (1960-1961)
- Antonio Talbot (interino) (1961)
- Daniel Johnson (1961-1968) (primer ministro 1966-1968)
- Jean-Jacques Bertrand (1968-1971) (primer ministro 1968-1970)
- Gabriel Loubier (1971-1974)
- Maurice Bellemare (interino) (1974-1976)
- Rodrigue Biron (1976-1980)
- Michel Le Moignan (interino) (1980-1981)
- Roch La Salle (1981)
- Jean-Marc Béliveau (1981-1985)
- Maurice Bouillon (interino) (1985)
- André Léveillé (interino) (1985)
- Charles Thibault (interino) (1986)
- Paul Poulin (1986-1987)
- Michel Lebrun (interino) (1987-1989)

## Resultados electorales
| Asamblea Nacional de Quebec |         |      |          |         |        |                    |                        |
| Elecciones                  | Escaños | ±    | Posición | Votos   | %      | Gobierno           | Líder                  |
| 1936                        | 76/90   | 34 a | 1º       | 323.812 | 56,88% | Mayoría            | Maurice Duplessis      |
| 1939                        | 15/86   | 61   | 2º       | 220.402 | 39,13% | Oposición          | Maurice Duplessis      |
| 1944                        | 48/91   | 33   | 1º       | 505.661 | 38,02% | Mayoría            | Maurice Duplessis      |
| 1948                        | 82/92   | 34   | 1º       | 775.747 | 51,24% | Mayoría            | Maurice Duplessis      |
| 1952                        | 68/92   | 14   | 1º       | 847.983 | 50,50% | Mayoría            | Maurice Duplessis      |
| 1956                        | 72/93   | 4    | 1º       | 956.082 | 51,80% | Mayoría            | Maurice Duplessis      |
| 1960                        | 43/95   | 29   | 2º       | 977.318 | 46,60% | Oposición          | Antonio Barrete        |
| 1962                        | 31/95   | 12   | 2º       | 900.817 | 42,15% | Oposición          | Daniel Johnson (padre) |
| 1966                        | 56/108  | 25   | 1º       | 948.928 | 40,82% | Mayoría            | Daniel Johnson (padre) |
| 1970                        | 17/108  | 39   | 2º       | 564.544 | 19,65% | Oposición          | Jean-Jacques Bertrand  |
| 1973                        | 0/110   | 17   | 4º       | 146.209 | 4,90%  | Extraparlamentario | Gabriel Loubier        |
| 1976                        | 11/110  | 11   | 3º       | 611.666 | 18,20% | Oposición          | Rodrigue Biron         |
| 1981                        | 0/122   | 11   | 3º       | 144.070 | 4,00%  | Extraparlamentario | Roch La Salle          |
| 1985                        | 0/122   |      | 4º       | 35.210  | 1,00%  | Extraparlamentario | Roch La Salle          |

a Respecto a la suma de los escaños obtenidos por Acción Liberal Nacional y el Partido Conservador de Quebec en 1935.